# Rishonim
Los Rishonim (hebreo: ראשונים; singular. ראשון, Rishon, literalmente "los primeros") fueron los rabinos principales y los Poskim (referentes) que vivieron aproximadamente entre el siglo XI y el siglo XV, antes de la escritura del Shulján Aruj y luego de los Gueonim. Los rabinos eruditos a posteriori del Shulján Aruj son conocidos como los " Ajaronim — Los últimos". 
El período de los Rishonim se extiende entre el año 1050 y el 1500.
La distinción entre Rishonim y Geonim es fundamentalmente temporal, desde la visión de la Halajá (ley tradicional judía) la distinción es menos importante. De acuerdo con la visión ortodoxa, los Ajaronim no pueden disputar las reglas fijadas por los rabinos de épocas anteriores a menos que encuentren fundamento en sabios de dichas eras. Desde otro punto de vista, esta visión no es parte formal de la Halajá, e inclusive para algunos rabinos es una violación del sistema halájico. En su obra The Principles of Jewish Law, el rabino ortodoxo Menajem Elon escribió que estos puntos de vista:

... intrínsecamente violan el precepto de Hilkheta Ke-Vatra'ei, esto es, la ley es de acuerdo con los jueces de su tiempo. Esta regla proviene del período de los Geonim. Hasta los tiempos de los rabinos Raba y Abaie (4 Siglo EC) la ley se decidía de acuerdo con la visión de los maestros anteriores, pero desde ese tiempo en adelante, las opiniones halájicas de los maestros post-talmúdicos prevaleció sobre las opiniones contrarias de generaciones anteriores.

Dentro de los Rishonim más destacados, podemos mencionar a Rashi, Rabeinu Gershon, Maimónides (el Rambam), Nahmánides (el Ramban), el Rosh, el Rif, y los tosafistas.

## Importancia histórica
La época de los Rishonim es la época de los codificadores, el crecimiento del cuerpo normativo durante la época talmúdica y de los Gueonim había llevado a una complejidad que hizo necesaria una nueva codificación, como lo había sido en su momento la Mishná. El mayor codificador fue el Rambam, Maimónides, en su trabajo Mishné Torá, base del Arba Turim y del Shulján Aruj 400 años después.
También pertenece a esta época el desarrollo de la Kabalá, como cuerpo místico, y el enfrentamiento entre las corrientes racionalistas, basadas en el Rambam, y las visiones místicas, con los kabalistas como representantes.

## Obras
A este período pertenece el llamado siglo de oro judeoespañol, y grandes obras filosóficas y poéticas fueron escritas por los Rishonim. como el Kusari, las Sionidas, de Yhehuda Halevi, La guía de los perplejos del Rambam, y los comentarios del Rif, Rosh y Rashba.

## Algunos Rishonim
- Abba Mari ben Moses ben Joseph, (Minhat Kenaot)
- Isaac Abravanel, (Abarbanel)
- Abraham ibn Ezra, (Even Ezra)
- Asher ben Jehiel, (Rosh)
- Rabbenu Gershom
- Isaac Alfasi, ( Rif)
- Maimónides, Moshe Ben Maimon, (Rambam)
- Najmánides, Moshe ben Najman, (Ramban)
- Rashi, (Solomon ben Yitzchak)
- Tosafistas, (Tosafot)
- Yehuda Halevi, (Kuzari)
- Menachem Meiri, (Meiri),
- Yom Tov Asevilli, (Ritva),
- Shlomo ben Adret, (Rashba)
- Rabeinu Tam